# Divadlo Klauniky Brno
Divadlo Klauniky je brněnské divadlo založené roku 1986 Zdeňkem Korčiánem a Zdeňkem Mazáčem, žáky Bolka Polívky.
První jejich divadelní počiny vznikly již v polovině 70. let. Roku 1990 se Divadlo Klauniky stalo v tehdejším Československu první soukromou scénou humoru, která v letech 1990/91 sídlila v Divadle Na Zámečku v Králově Poli. Po jedné sezóně umělci usoudili, že jejich formě vyjadřování nevyhovuje známý prostor domovské scény a tak Divadlo Klauniky začalo se svými inscenacemi putovat po vesnicích, městečkách i hradech a zámcích v České republice a zahraničí.
Všechny inscenace uvedené Divadlem Klauniky jsou díly autorskými, případně, jako v případě inscenace Dona Quijota se jedná o svérázný přepis. Charakteristickými znaky klaunické tvorby jsou absurdita, mystifikace, legrace, improvizace, provokace, recese, komunikativnost a především otevřenost a hravost.
Do širokého povědomí se toto brněnské divadlo dostalo zejména díky inscenaci Don Quijote de la mAncha, která má dnes již přes 5 000 repríz a stala se nejhranějším představením v Evropě.  Inscenace měla premiéru 4. března 1988, v roce 2022 slaví 34 let své existence.
Zároveň se jeho členové již dvacet let podílejí na teatroterapeutických projektech, jejichž výsledkem jsou zcela nenapodobitelné inscenace a Integrační festival Quijotova šedesátka. 

## Poetika divadla
Divadlo Klauniky formálně vychází ve svém zpracování témat z tradice malých scén. Základem všech „klaunických“ inscenací je bytostná potřeba navázání komunikace s publikem, jejímž prostředkem je svérázný humor.  Podoby tohoto humoru se pohybují na škále od dětské hravosti (která do hry zve a vtahuje), přes mystifikaci a absurditu až k drzé provokaci (která útočí na diváka jazykem i způsoby odpozorovanými z běžného života). Autoři, kteří jsou obvykle i protagonisty inscenací, dokážou okamžitě reagovat na podněty publika a v návaznosti na ně měnit atmosféru jednotlivých představení. Často jsou tedy využívány prvky improvizace.
Každá z inscenací se tak proměňuje od představení k představení v závislosti na konkrétním prostředí a konkrétním publiku. Klaunika nenabízí svým divákům úsměvné příběhy, které by jim dovolily zůstat pouhými pozorovateli. Publikum se tak stává součástí události, které režisér vždy vytyčuje nějaký rámec: např. v inscenaci Don Quijote de la mAncha, diváci chtě nechtě přijímají roli studentů bláznivého profesora španělštiny, při Voličské kampani se pochopitelně stávají potencionálními voliči Strany. Divák je tak nucen vyrovnat se se svojí novou rolí a zaujmout k ní postoj, stejně jako k tomu, co se odehrává na scéně.
Divadlo Klauniky navazuje na maloforemní divadelní tradici nejen ve svém přiblížení se k divákovi, ale také v autorském pojetí a uchopení námětů. Většina protagonistů „klaunických“ inscenací jsou sami autoři nebo jiní ne-herci, a proto jsou veškeré role vytvářeny na podkladě svého představitele, vycházejí z jeho potenciálu, osobnostních rysů a temperamentu.
„Klaunická“ divadelní tvorba tendující k happeningu často uplatňuje a priori jinou funkci, než právě tu estetickou, a proto nejsou přesahy k jiným – nejen uměleckým – oborům žádnou výjimkou. V repertoáru Klauniky se objevily inscenace uplatňující funkce didaktické, protidrogově-preventivní či teatroterapeutické.

## Nejvýznamnější inscenace a další počiny divadla

### Do roku 2000
- Dáváme Vám výpověď 3+1plus jeden – autorské satirické kabaretní pásmo
- Podivuhodné odpoledne dr. Zvonka Burkeho
- Aprílový malý velký muž – happening pro ČST Praha
- Vítejte na Rolnické – happeningové textapealové pásmo s výstavkou
- Konžert I – komorní mluvená klaunikyáda, při které dva herci narušují čtvrtou Stanislavského prostorovou stěnu
- Konkurz – kolektivní autorské představení, které vzniklo jako výsledek divadelní dílny v Jásinově u Boskovic
- Konžert II – komorní mluvená klaunikyáda, při které je čtvrtá Stanislavského stěna zcela zbořena
- Don Quijote de la mAncha – didaktická klaunikyáda uchopená dle vzoru velkého českého emigranta J. A. Komenského na motivy románu M. Cervantese Saavedry za režijního vedení B. Polívky (prem. 4. března 1988 v Brně, v bývalé kapli řeholních sester).
- Brňané krajanům – první česká kulturní mise do Kazachstánu za našimi stavbaři do Aksaie[9]
- Lipnický Švejk – divadelní dílna v lomu v Lipnici nad Sázavou
- Soukromá scéna humoru na Zámečku – Divadlo Klauniky otevřelo stálou scénu v Brně pro svá představení i hostující soubory (slavnostní otevření – dne 3. října představením Dona Quijota)
- Komedie na Zámku – pětidenní festival humoru zakončený silvestrovským plesem klaunů (27.-31.12. 1990)[10]
- Gruppenstisk – první odvážný pokus o divadelní uchopení erotodramatu (prem. 24. 10. 1990)
- Nuda 91 a 92 – dvouměsíční letní festivaly v Brně
- Klaunika didaktika – putovní divadelní projekt k 400. výročí nar. J. A. Komenského s obsáhlou výstavou, přes 100 představení ve 40 městech ČR
- Lipnický mantl – založení a otevření lipnického Divadelního domku spolu s obnovením tradice lipnických festivalů humoru, vznik a udílení prestižní ceny Zlatý Hašek, festival se dočkal deseti ročníků
- Sbohem, Márfy – divadelní projekt z oblasti primární prevence negativních jevů

### Po roce 2000
- Obyčejné večery – cyklus literárních večerů L. Valachové v režii Z. Mazáče (2000)
- Neslyšitelný řev umění – autorská inscenace Z. Korčiána v režii Z. Mazáče (prem. 15. 5. 2001)
- Strana mírného pokroku v mezích zákona tedy přírodního – teatroterapeutický projekt s integračním záměrem, inspirovaný Stranou J. Haška (od roku 2003)
- Voličská kampaň Strany mírného pokroku v mezích zákona tedy přírodního – inscenace, jež je výsledkem teatroterapeutického projektu SMPvMZ (prem. 26. 1. 2004)
- Vinné ústraní - integrační projekt SMPvMZ (od roku 2006)
- Vernisáže – divadlo zajišťuje originální kulturní program na vernisážích, nejen ve Vinném sklípku na Orlí 1  (od roku 2009)
- Andělský kabaret – hudebně poetická teatroterapeutická inscenace SMPvMZ (2011)
- Integrační festival Quijotova šedesátka – divadelní festival v Lipnici nad Sázavou, který vznikl k principálově výročí. V následujících ročnících se stal významným především svým integračním přesahem (od roku 2013)
- divadelní penzion Lipůvka – otevření penzionu v Jeseníkách, chráněné pracoviště a kulturní působiště nejen SMPvMZ (od roku 2013)
- Dramatická dílna - neboli Dílna dramatické výchovy a teatroterapie (2015-2020)
- Pohádky v hantecu – ryze brněnská integrační komedie, která vznikla na počest F. Kocourka (2017)
- A kdo je Švejk? – originální zpracování Švejka za účasti herců s mentálním handicapem protkané písněmi K. Kryla (prem. 23. 8. 2019)
- DonDon Šajn – zpracování opery Don Giovanni s hercem s Downovým syndromem v hlavní roli (prem. 7. 8. 2021)